# Michel-Clément Payot
Pour les articles homonymes, voir Michel Payot.
Michel-Clément Payot (1840-1922) est un guide de haute montagne chamoniard. Pendant 40 ans il fut le guide de James Eccles.

## Biographie
Maréchal-ferrant de formation, Michel Payot est l'un des trois fils de Jean Payot, agriculteur et guide (il avait notamment guidé Rodolphe Töpffer, Eugène de Savoie, le maréchal Auguste Marmont et Don Pedro empereur du Brésil). Ses frères Frédéric et Alphonse furent guides eux aussi. En 1858 il est choisi comme porteur par le guide Auguste Balmat pour accompagner au mont Blanc John Tyndall et Alfred Wills, deux célébrités britanniques dans le monde de l'alpinisme. Il  entre à la Compagnie des guides de Chamonix en 1863 et Michel Croz, qui meurt en 1865 lors de la première du Cervin, le considérait comme « le plus doué qu'il ait jamais rencontré »[réf. souhaitée]. En 1870, il rencontre le géologue anglais James Eccles, avec lequel il réalise de nombreuses premières dans les Alpes. En 1877, il réussit la première ascension du versant sud du mont Blanc, les 30 et 31 juillet, par l'arête de Peuterey. L'année suivante il réalise avec Eccles la deuxième ascension du pic Fremont dans les montagnes Rocheuses.
Son ascension la plus remarquable est celle du versant sud du mont Blanc par l'arête de Peuterey, en 1877, qui ne fut répétée qu'en 1919.

## Ascensions
- 1864 - Avec Anthony Adams Reilly, Edward Whymper, le célèbre guide Michel Croz et le porteur Henri Charlet, il réalise :
  - la première ascension du mont Dolent, le  9 juillet 1864 ;
  - la première ascension  de l'aiguille de Tré la Tête, le  12 juillet 1864 ;
  - la première ascension de l'aiguille d'Argentière, le 15 juillet 1864 ;
  - la première traversée du col du Triolet.
- 1871 - Conquête de l'aiguille du Plan, avec James Eccles et Alphonse Payot.
- 1877 - Ascension du mont Blanc par les glaciers du Brouillard et du Frêney, avec James Eccles.